# Lothurm
Der Lothurm war ein Aussichtsturm in der Gemeinde Plateau de Diesse, Kanton Bern, Schweiz.

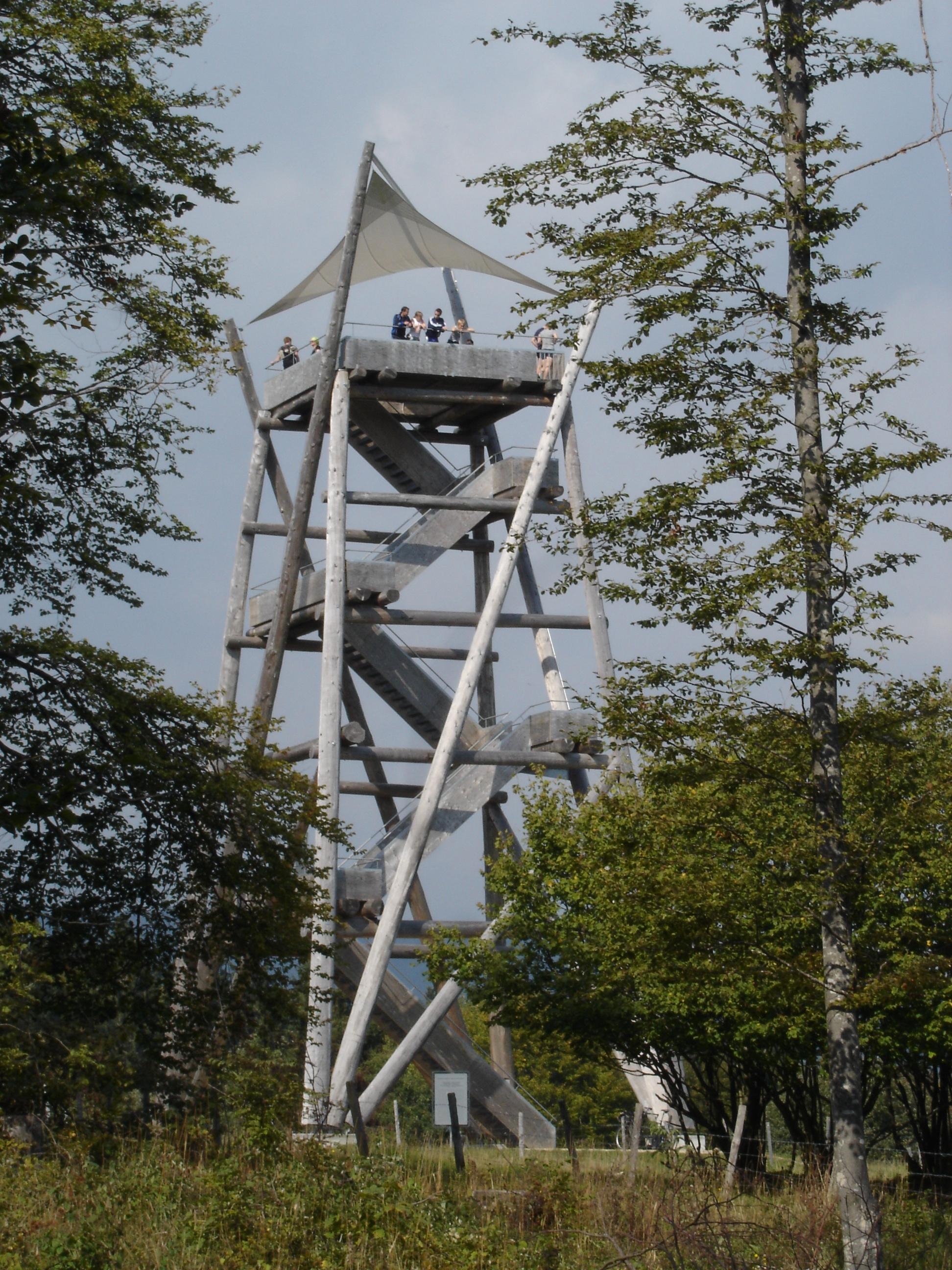
Lothurm

## Name
Am 26. Dezember 1999 fegte der verheerende Orkan Lothar über Europa. Er forderte in der Schweiz insgesamt 29 Menschenleben (14 Menschen starben wegen des Sturmes, 15 bei den Aufräumarbeiten) und fällte über 10 Millionen Bäume. Diese Katastrophe führte zum Wunsch, mit Holz ein positives Zeichen zu setzen. Daraus entstand die Idee der Realisierung eines Aussichtsturmes: es entstand aus «Lothar» und «Turm» die Bezeichnung «Lothurm».

## Standort
Der Lothurm stand im Gebiet der Gemeinde Lamboing, in der Nähe der Bergwirtschaft Hohmatt bei Magglingen. Diese Weide ist ein Teil der insgesamt 1850 ha Wald und Weideland der Burgergemeinde Biel. Bei schönem Wetter hatte man eine gute Aussicht über das Mittelland.
Im August 2013 hatte ein Sturm den Lohthurm so stark beschädigt, dass er einsturzgefährdet war und daher gesperrt wurde. Im Frühling 2014 wurde der Turm zurückgebaut; ein Nachfolgeprojekt ist nicht geplant.

## Bauweise
Eine möglichst einfache Bauweise stand von Beginn an im Vordergrund. Die Hauptkonstruktion besteht aus entrindeten Douglasienstämmen, die Bodenriemen der Passerellen und der Plattform aus Schwarzföhre. Die FSC-zertifizierten Douglasien und Schwarzföhren stammen aus dem burgereigenen Malewagwald. Sie sind im unbehandelt, auf chemischen Verwitterungsschutz wurde vollständig verzichtet. Wo sinnvoll und angebracht, wurden jedoch auch andere Baustoffe eingesetzt.

## Finanzierung
Der Turm wurde durch viele Firmen und Einzelpersonen gesponsert. An jeder Treppenstufe waren Schilder mit den Namen der Sponsoren angebracht.

## Technische Angaben
| Turm-Höhe      | 25 m                             |
| Plattform-Höhe | 20 m                             |
| Rundholz       | 50 m³                            |
| Treppenstufen  | 99                               |
| Bauzeit        | 4 Monate (Juni – September 2003) |